# البرحة (مذيخرة)

تعديل مصدري - تعديل

البرحة محلة تابعة لقرية الصفيعة، التابعة لعزلة حمير بمديرية مذيخرة إحدى مديريات محافظة إب في الجمهورية اليمنية.، بلغ تعداد سكانها 78 حسب تعداد اليمن لعام 2004.